# Paphiopedilum primulinum
Paphiopedilum primulinum är en orkidéart som beskrevs av Mark W. Wood och Peter Geoffrey Taylor. Paphiopedilum primulinum ingår i släktet Paphiopedilum och familjen orkidéer.

## Underarter

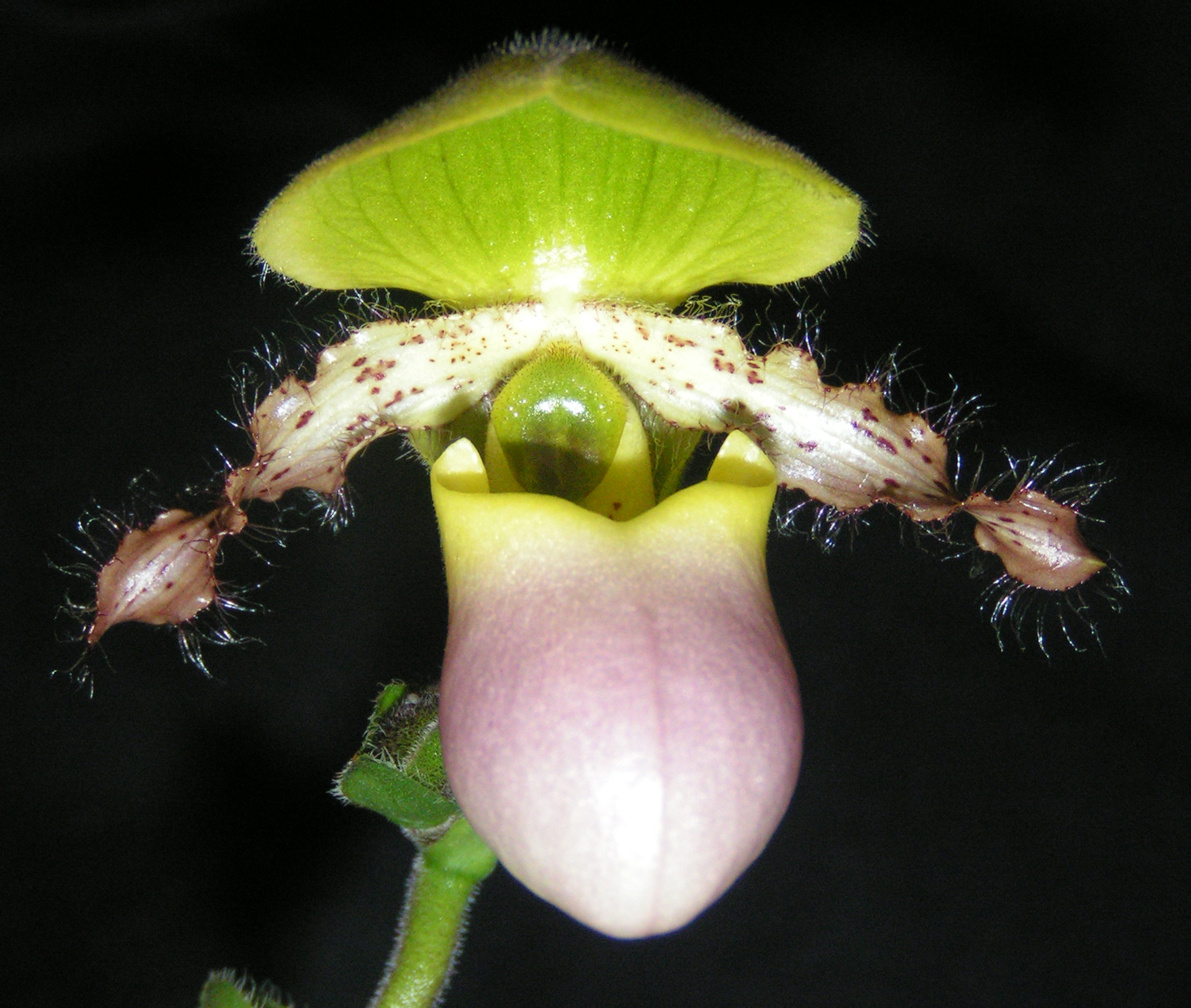
Varianten purpurascens.

Arten delas in i följande underarter:
- P. p. primulinum
- P. p. purpurascens

## Bildgalleri

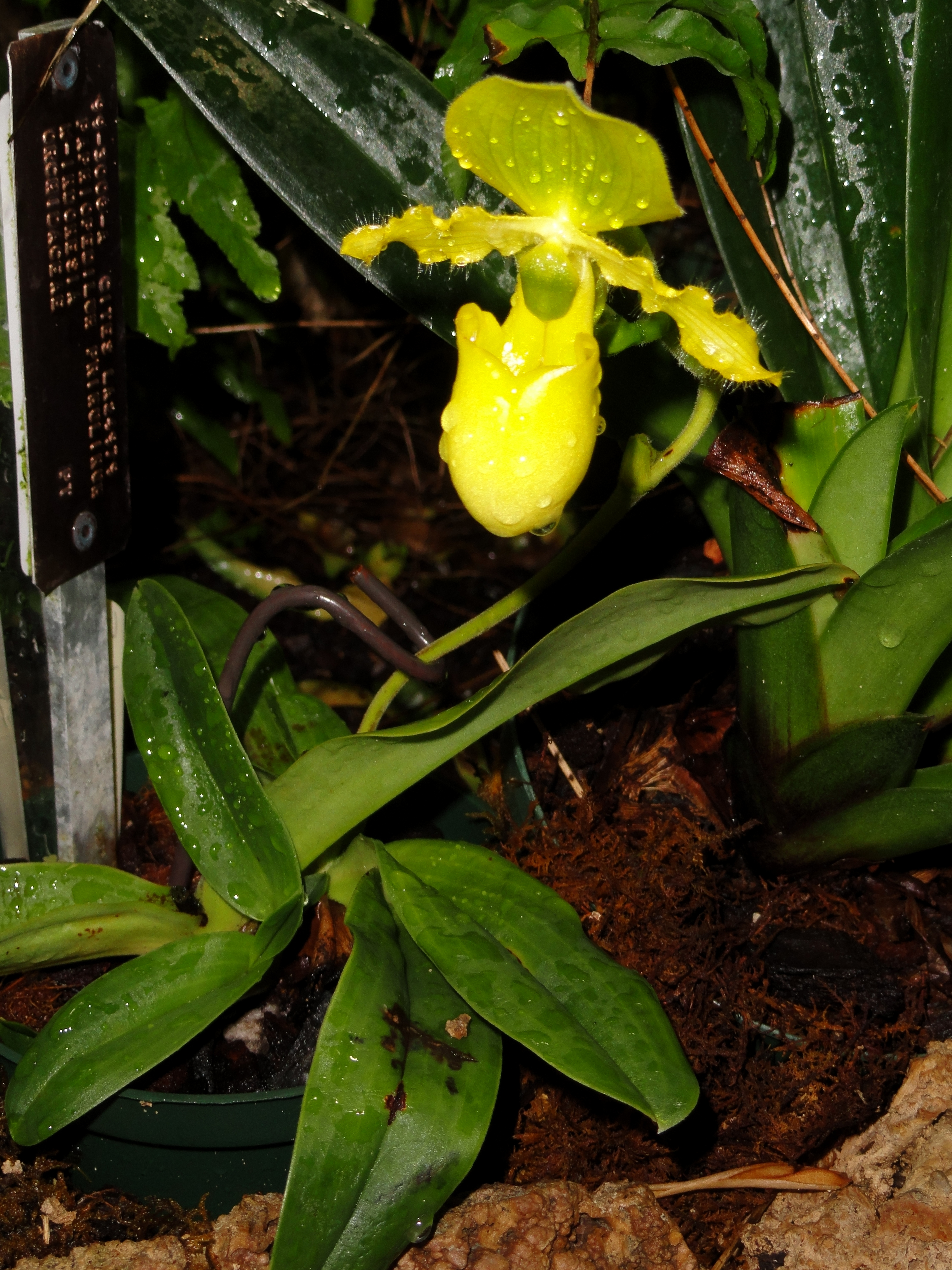
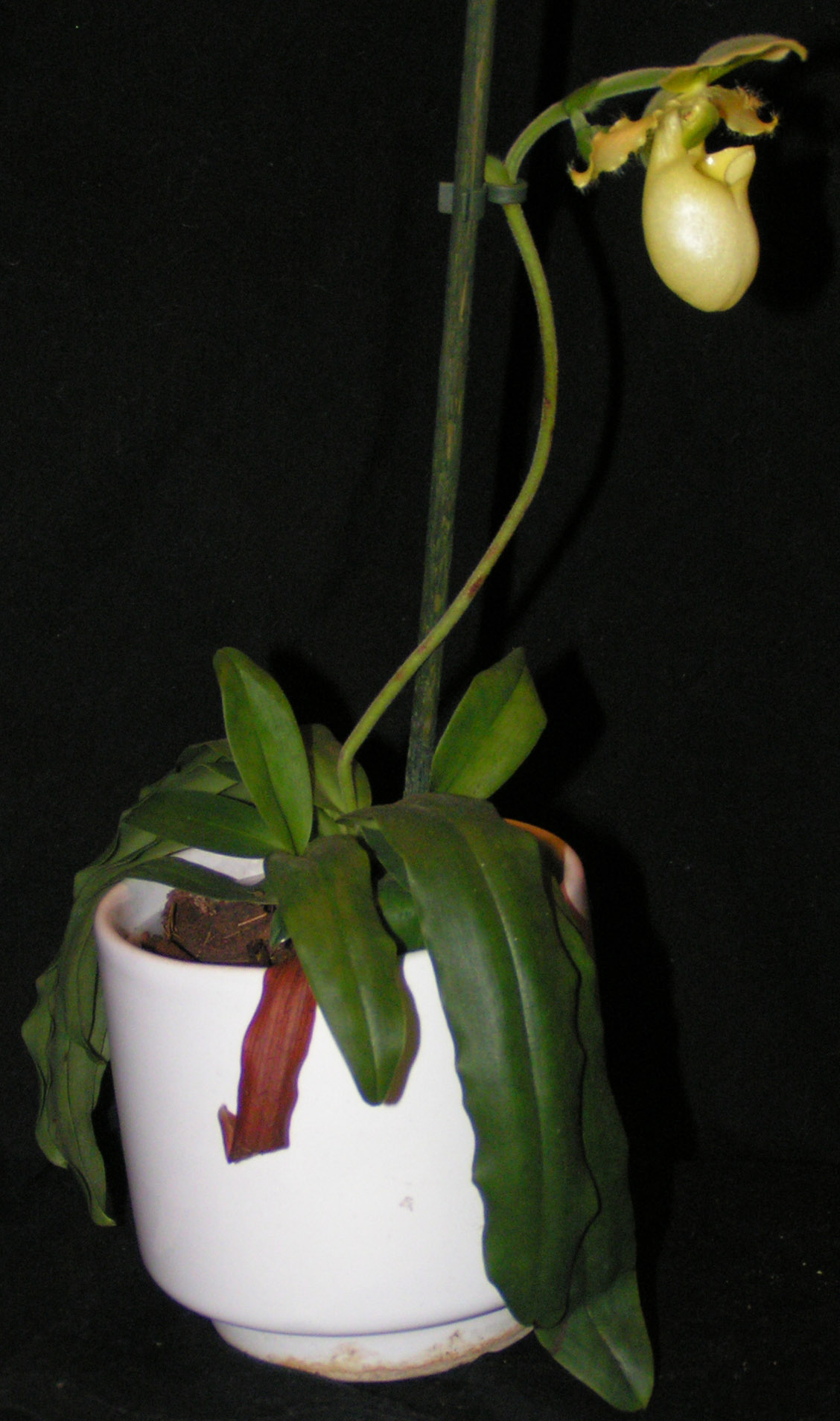
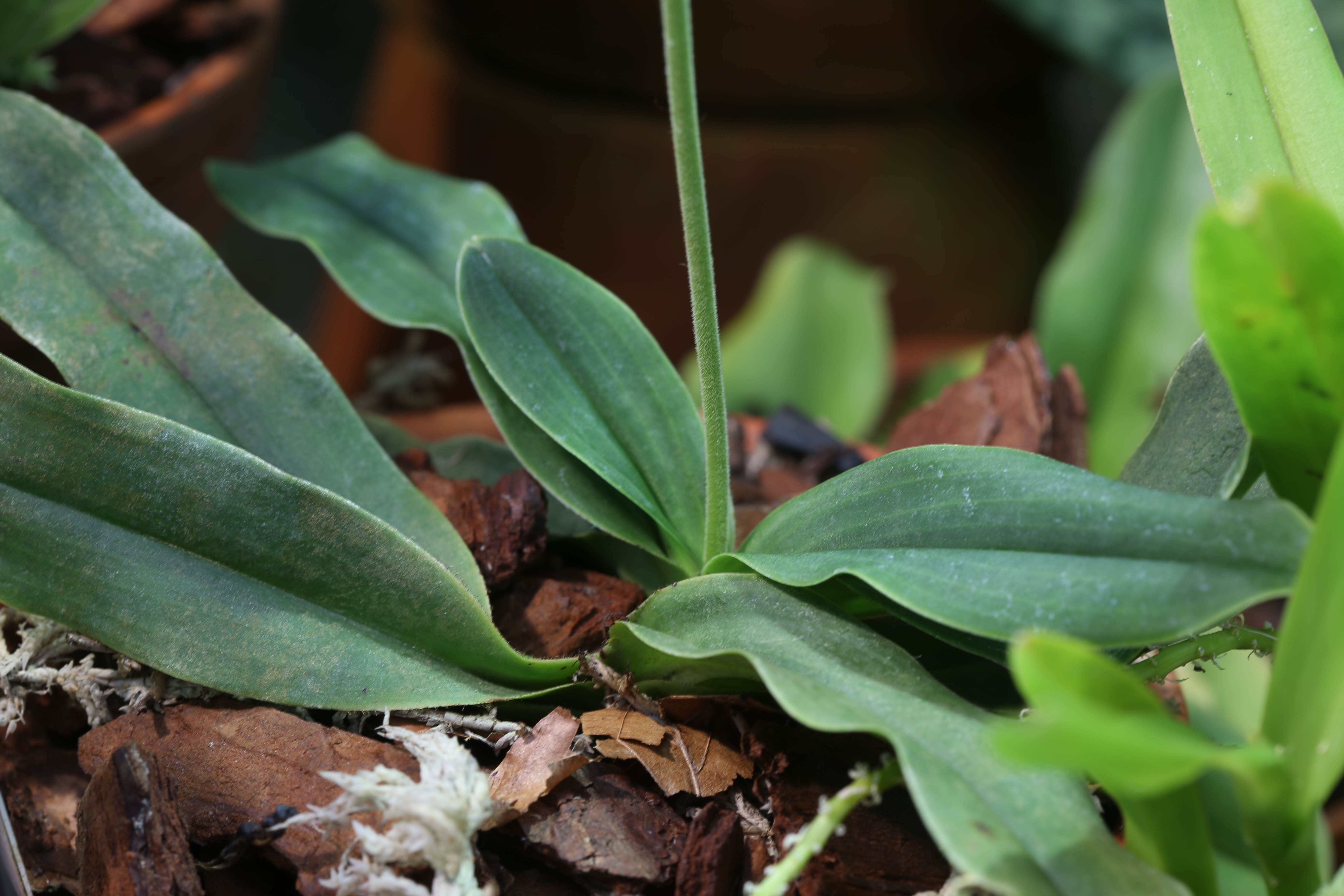
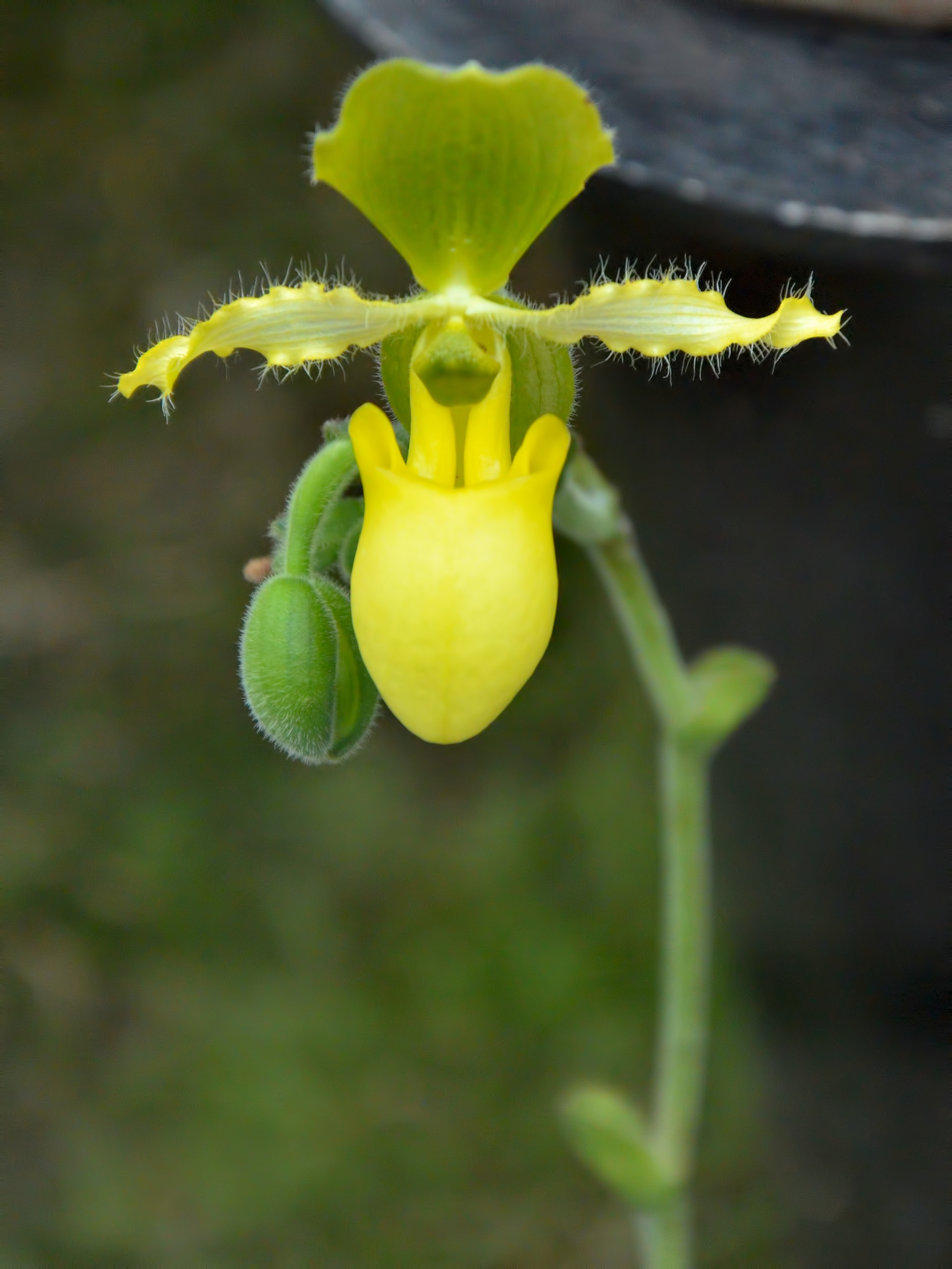
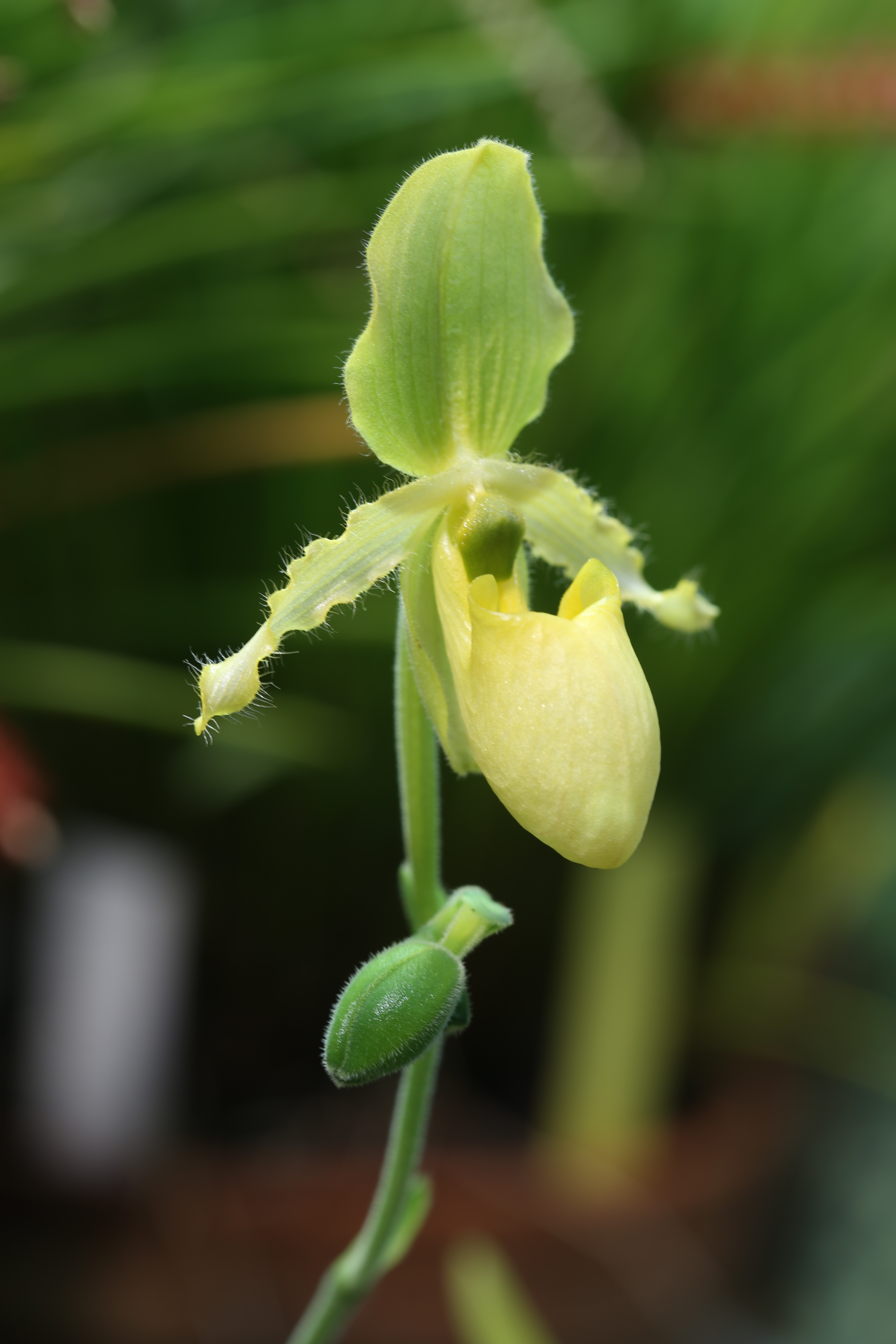
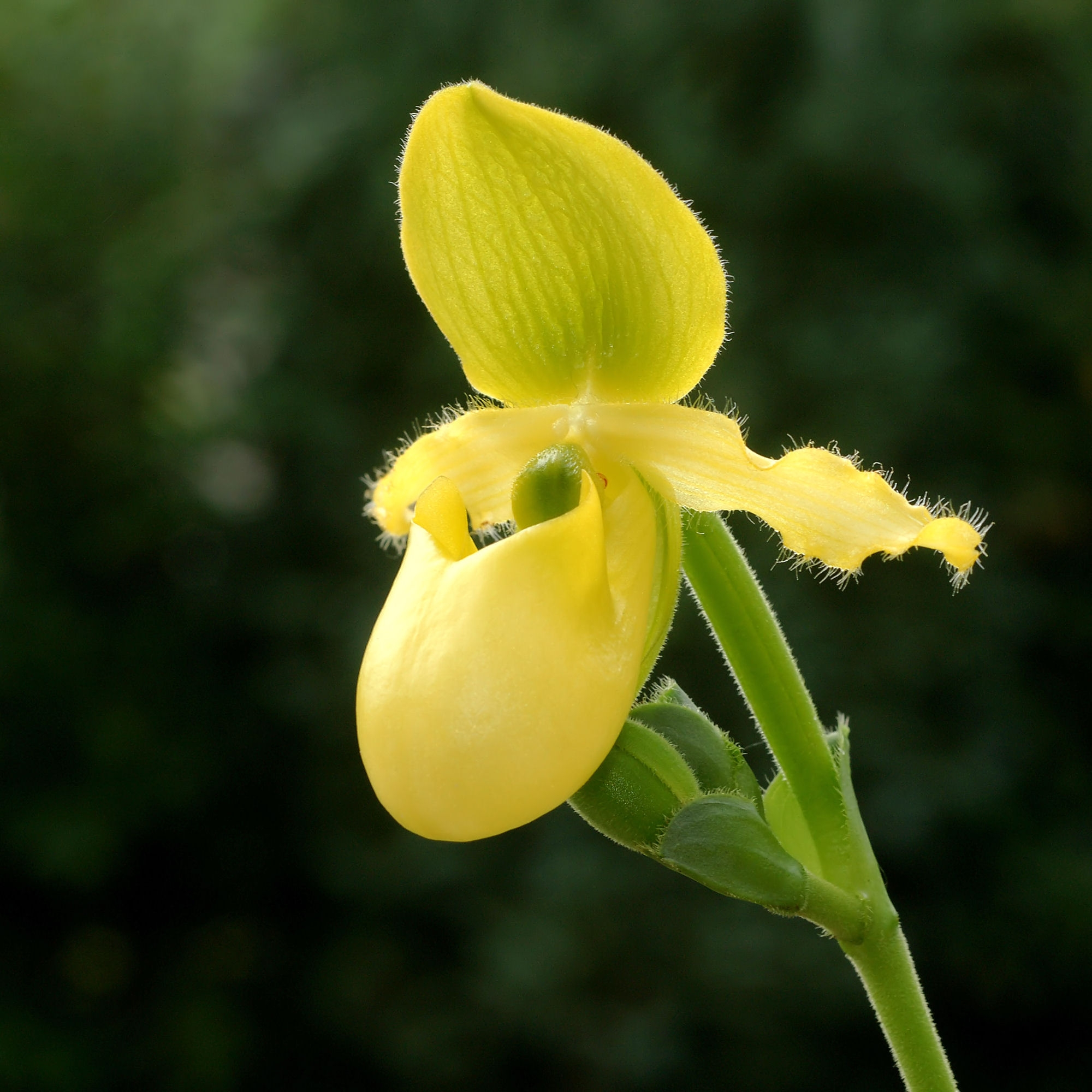
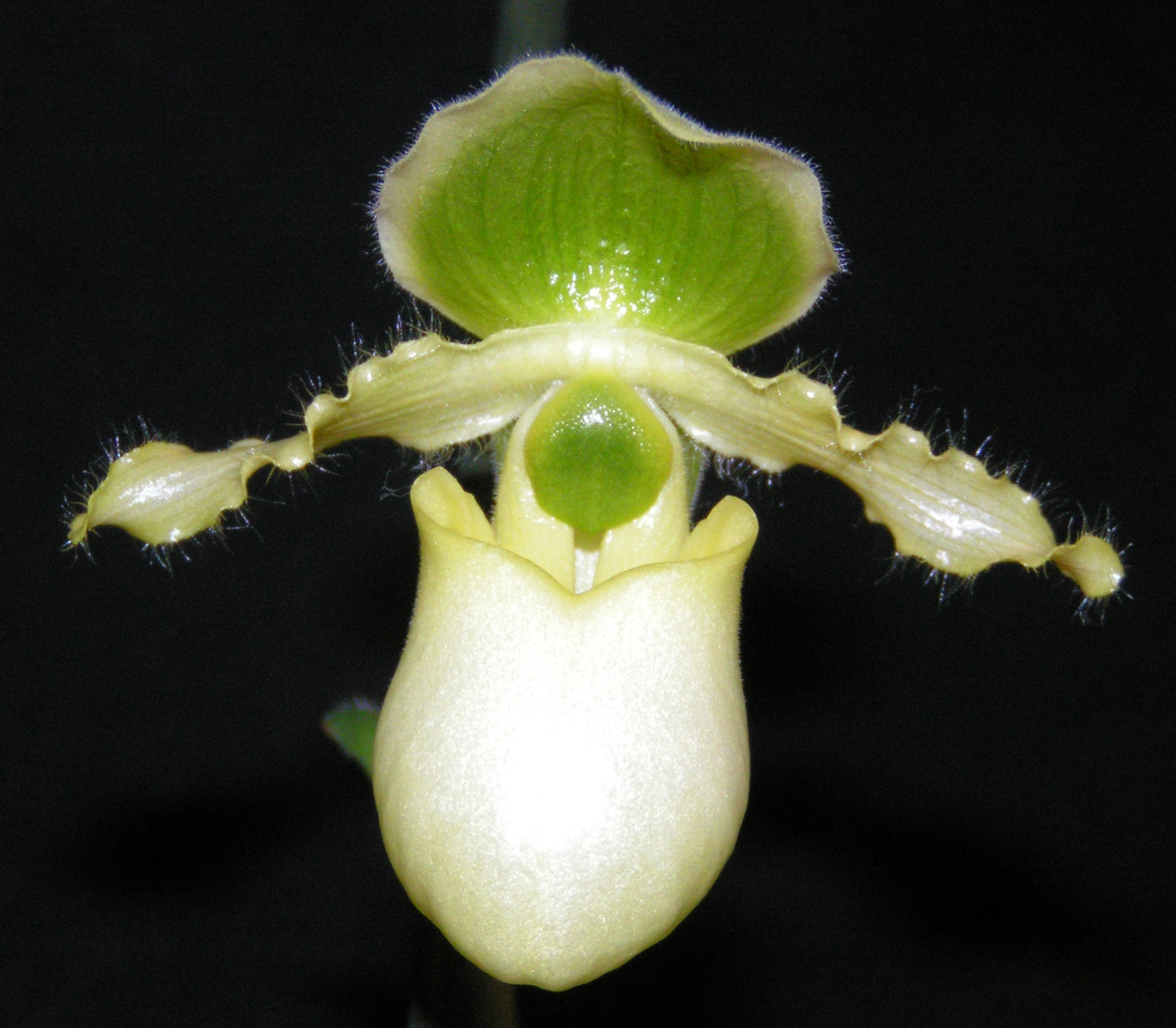